# 4. Garde-Infanterie-Brigade (Deutsches Kaiserreich)
Die 4. Garde-Infanterie-Brigade war ein Großverband der Preußischen Armee.

## Geschichte
Die Brigade wurde am 29. April 1852 errichtet und war der 2. Garde-Division des Gardekorps unterstellt. Das Kommando stand bis zur Auflösung des Großverbandes 1919 in Berlin. 

### Deutsch-Französischer Krieg
Im Krieg gegen Frankreich kämpfte die Brigade unter anderem in der Schlacht bei Gravelotte und der Schlacht bei Sedan und nahm an der Belagerung von Paris teil. Hierbei kam es zur Schlacht von Le Bourget.

### Erster Weltkrieg
Im Ersten Weltkrieg kam die Brigade ab Juli 1915 bei Krasnystaw und Biskupice sowie von der Wieprz bis an die Jasiolda zum Einsatz.
Im September wurde die Brigade an die Westfront verlegt. Es folgten Kämpfe bei La Bassée und Arras, Stellungskämpfe im Artois und bis Februar 1916 in Stellung zwischen Roye und Noyon.

### Verbleib
Im Zuge der durch den Friedensvertrag von Versailles bedingten Demobilisierung wurde die Brigade 1919 aufgelöst.

## Gliederung

### Friedensgliederung 1914
Die Brigade gliederte sich in
- Kaiser Franz Garde-Grenadier-Regiment Nr. 2 in Berlin
- Königin Augusta Garde-Grenadier-Regiment Nr. 4 in Berlin
- 2. Garde-Landwehr-Grenadier-Regiment in Hamm (I.) und Kassel (II.)
- 4. Garde-Landwehr-Grenadier-Regiment in Koblenz (I.) und Düsseldorf (II.)

#### Kriegsgliederung am 22. August 1918
- Infanterie-Regiment Nr. 190
- Reserve-Infanterie-Regiment Nr. 55
- Reserve-Infanterie-Regiment Nr. 99

### Kommandeure
| Dienstgrad          | Name                                | Datum                                                           |
| ------------------- | ----------------------------------- | --------------------------------------------------------------- |
| Generalmajor        | Eduard von Brauchitsch              | 04. Mai 1852 bis 24. April 1854                                 |
| Generalmajor        | Adolf von Bonin                     | 25. April 1854 bis 18. Februar 1857                             |
| Generalmajor        | Karl Friedrich von Steinmetz        | 19. Februar bis 2. Dezember 1857                                |
| Oberst/Generalmajor | Otto von der Mülbe                  | 03. Dezember 1857 bis 2. Juni 1858                              |
| Generalmajor        | Heinrich von Plonski                | 03. Juni 1858 bis 28. Januar 1863                               |
| Generalmajor        | Leopold Hermann von Boyen           | 29. Januar bis 12. August 1863                                  |
| Generalmajor        | Julius von Loewenfeld               | 12. August 1863 bis 8. Januar 1864                              |
| Generalmajor        | August von Werder                   | 09. Januar 1864 bis 17. Oktober 1865                            |
| Generalmajor        | Leopold von Loën                    | 18. Oktober 1865 bis 17. Juni 1869                              |
| Generalmajor        | Emil von Berger                     | 18. Juni 1869 bis 17. August 1871                               |
| Generalmajor        | Ferdinand von Dannenberg            | 18. August 1871 bis 4. Oktober 1874                             |
| Generalmajor        | Rudolf von Thile                    | 05. Oktober 1874 bis 27. Oktober 1875                           |
| Generalmajor        | Oskar von Meerscheidt-Hüllessem     | 28. Oktober 1875 bis 14. März 1876                              |
| Generalmajor        | Emil von Conrady                    | 15. März 1876 bis 4. Februar 1878                               |
| Generalmajor        | Paul von Leszczynski                | 05. Februar 1878 bis 11. März 1881                              |
| Generalmajor        | Heinrich von Olszewski              | 12. März 1881 bis 6. Juli 1883                                  |
| Generalmajor        | Waldemar von Roon                   | 07. Juli 1883 bis 10. Februar 1886                              |
| Generalmajor        | Paul von Kropff                     | 11. Februar 1886 bis 18. September 1888                         |
| Generalmajor        | Oskar von Collas                    | 19. September 1888 bis 31. März 1889                            |
| Generalmajor        | Bernhard von Sachsen-Meiningen      | 01. April 1889 bis 26. Januar 1891                              |
| Generalmajor        | Friedrich Wilhelm von Baden         | 27. Januar 1891 bis 17. April 1893                              |
| Generalmajor        | Eduard von Müller                   | 18. April 1893 bis 13. November 1894                            |
| Generalmajor        | Friedrich Leopold von Preußen       | 14. November 1894 bis 1. September 1897                         |
| Generalmajor        | Remus von Woyrsch                   | 01. September 1897 bis 17. Oktober 1900                         |
| Generalmajor        | Eberhard von der Lancken            | 18. April 1901 bis 14. September 1904                           |
| Generalmajor        | Fritz von Below                     | 15. September 1904 bis 12. Februar 1906                         |
| Oberst              | Georg von Krosigk                   | 13. Februar bis 12. September 1906 (mit der Führung beauftragt) |
| Generalmajor        | Georg von Krosigk                   | 13. September 1906 bis 26. Januar 1910                          |
| Generalmajor        | Otto von Stein zu Nord- und Ostheim | 27. Januar bis 12. Oktober 1910                                 |
| Generalmajor        | Friedrich von Gontard               | 27. Januar 1913 bis 18. Dezember 1914                           |
| Generalmajor        | Karl von Lewinski                   | 19. Dezember 1914 bis 25. Mai 1915                              |
| Oberst              | Otto von Düring                     | 26. Mai bis 26. Juli 1915                                       |
| Generalmajor        | Albert von Mutius                   | 27. Juli 1915 bis 12. Februar 1916                              |
| Generalmajor        | Maximilian von Mutius               | 13. Februar 1916 bis 30. November 1917                          |
| Oberst              | Karl von Fabeck                     | 01. Dezember 1917 bis 9. Januar 1919                            |
| Generalmajor        | Gustav von Waldersee                | 10. Januar bis 30. April 1919                                   |